# مركز التأهيل الملكي الأردني
مركز التأهيل الملكي هو مركز طبي يقع غرب عمان بمدينة الحسين الطبية، أنشأ عام 1983، ويتألف من خمسة طوابق بسعة 150 سريراً.

## الأقسام الخدماتية
المركز متخصص لإعطاء العناية الطبية المتكاملة وبالذات للمرضى ذوي الاحتياجات الخاصة، ويضم المركز:-
- دائرة التأهيل، وجراحة العظام، وجراحة التجميل والترميم، والحروق.

- خدمات تقويم الأسنان، وعيادة تطـور ونمـو الطفل، وتخطيط الأعصاب والعضلات، والمعالجـة الفيزيائيـة، والمعالجـة المهنيـة، والمعالجة النطقية والصوتية.[6]

- التأهيل النفسي والاجتماعي، والتغذية الطبية، والمختبـر الطبي، والأشعة، وتجبير الكسور، وتخطيط القلب.

- التزويد الطبي والصيدلية وقسم الوطني لتأهيل البتور.[7][8]